# Maurice Bompard (diplomat)
Louis Maurice Bompard, född 1854 och död 1942, var en fransk diplomat och politiker.
Bompard blev sekreterare hos generalresidenten i Tunis 1882, och generalresident på Madagaskar 1889. Han blev därefter direktör för utrikesministeriet 1894, och var ambassadör i Ryssland 1902–1907 och i Turkiet 1909–1914. 1919 blev Bompard ledme av senaten som representant för Union républicaine.